# Sautter + Lackmann

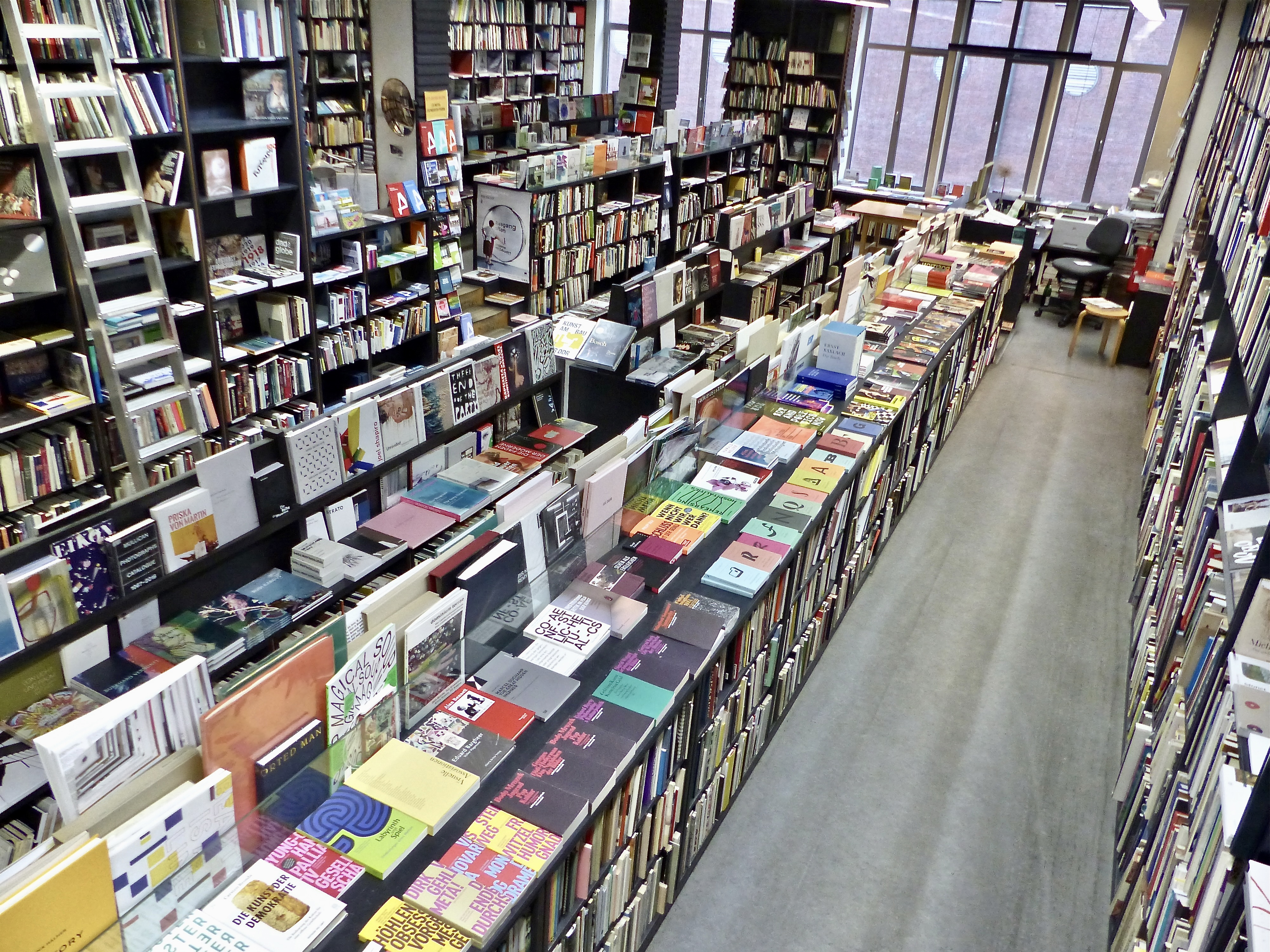
Blick in die Kunstbuchhandlung Sautter + Lackmann

Sautter + Lackmann war eine preisgekrönte Hamburger Buchhandlung. Sie galt als Hamburgs führende unabhängige Buchhandlung für Kunst, Architektur und Kultur.

## Geschichte
Sautter + Lackmann wurde 1970 von Hinrich Sautter und Dierk Lackmann als Galerie Kunst+Buch im Hamburger Stadtteil Eppendorf gegründet. Von Anfang an spezialisierte sich das Geschäft auf Bildende Kunst, Architektur und alle angrenzenden Gebiete. Im Laufe der Jahre wuchs Sautter + Lackmann zu einer der führenden Fachbuchhandlungen für diese Bereiche heran und erwarb sich einen Ruf weit über die Grenzen Hamburgs hinaus.
1989 waren die ursprünglichen Räume für die stetig wachsende Menge an Büchern zu eng geworden. Im Zuge der Revitalisierung der Fleetinsel bezog die Buchhandlung zwischen Admiralitätstraße und Herrengrabenfleet neue, großzügigere Räume in einer vom Hamburger Architekten Bernhard Winking umgestalteten ehemaligen Lagerhalle. In wandhohen Regalen fand man ein ungefähr 40 000 Titel umfassendes internationales Angebot von Bildbänden und Sachbüchern zu Kunst, Architektur, Grafikdesign, Fotografie, Film, Mode und Kunsthandwerk.
Neben dem Ladengeschäft war der Export über lange Jahre eine der tragenden Säulen von Sautter + Lackmann. Beliefert wurden Universitäten, Institute und Kunstwissenschaftler u. a. in den U.S.A., Kanada, Südafrika, Japan und Skandinavien. Ein weiterer Schwerpunkt lag in der Betreuung großer deutscher Kunstbibliotheken inklusive Recherche und Vorauswahl neu erscheinender Titel. Außerdem organisierte Sautter + Lackmann in seinen Räumen Ausstellungen und Buchpräsentationen, mit Protagonisten von Rocko Schamoni über Geddy Lee bis zu Armin Mueller-Stahl.
Etwas am Rande gab es darüber hinaus den Verlag Sautter + Lackmann, in dem vorwiegend Bücher von Hamburger Künstlern publiziert wurden.
Seit 2006 wurde das Unternehmen in zweiter Generation von Florian Sautter geführt.
Im DuMont-Reise-Taschenbuch Hamburg wurde die Buchhandlung 2010 empfohlen als die Hamburger Adresse für Kunstbücher. Auch andere renommierte Reiseführer hoben die Bedeutung der Buchhandlung hervor.
In den Jahren 2017 und 2018 wurde Sautter + Lackmann mit dem jährlich vergebenen „Deutschen Buchhandlungspreis“ ausgezeichnet. Im Folgejahr wurden im 300 m² großen Ladengeschäft grundlegende Renovierungsarbeiten eingeleitet. Um sich als Buchhandlung und als Akteur im Hamburger Kulturbetrieb weiterhin präsentieren zu können, bezog Sautter + Lackmann im neuentstandenen Kreativquartier Oberhafen für ein halbes Jahr Räumlichkeiten in einem Co-Working Space in der östlichsten der drei instandgesetzten Lagerhallen genau gegenüber der Hammerbrookschleuse.
2021 kam für das Geschäft, vor allem bedingt durch die Coronapandemie, das Aus. Die Übernahme durch einen – allerdings branchenfremden – Investor konnte die Schließung letztlich auch nicht mehr verhindern.